# Jan van Putten (politicoloog)
Jan van Putten (Akkrum, 1935) was journalist en hoogleraar politicologie. Vanaf 1990 wijdde hij zich vooral aan muziek, met name in Ierland, waarheen hij dat jaar verhuisde. In 2015 keerde hij terug naar Nederland. 

## Studie en journalistiek
Van Putten studeerde sociologie aan de Rijksuniversiteit Leiden, waar hij in 1958 afstudeerde. Tien jaar later promoveerde hij op een godsdienstsociologisch proefschrift tot doctor in de sociale wetenschappen, eveneens in Leiden.
Van zijn vroege studententijd tot 1969 was hij journalist, aanvankelijk op de parlementaire redactie van de Nieuwe Haagse Courant en vanaf 1963 als parlementair redacteur van de Haagsche Courant. In 1966 werd hem de Prijs voor de Dagbladjournalistiek toegekend voor een reeks artikelen over de omroepwetgeving onder het kabinet-Marijnen.

## Politicologie
In 1969 ging Van Putten werken bij de vakgroep politicologie van de Vrije Universiteit Amsterdam, waar hij later hoogleraar werd. Zijn belangrijkste onderzoeksproject werd bekend als Haagse Machten. Dat was een onderzoek naar de besluitvorming op drie overheidsdepartementen onder het gezichtspunt van macht en invloed. Het was het eerste project van die aard in Nederland. 

## Muziek
Bij de grootscheepse reorganisatie van de faculteit sociale wetenschappen in 1990 verliet hij de Vrije Universiteit en verhuisde hij naar Cork, Ierland. In Ierland was hij gedurende enkele jaren adjunct-hoogleraar aan de Universiteit van Limerick, maar hij legde zich vooral toe op de muziek. Hij werd assistent-organist en choirmaster van de Anglicaanse Saint Fin Barre's Cathedral in Cork en was van 1995 tot 2005 organist en choirmaster van Lismore Cathedral in Lismore, Co. Waterford. In Lismore dirigeerde hij verschillende koren, gaf orgel- en zangles en organiseerde hij, samen met Maureen Fox, drie Festivals voor Oude Muziek. Drie van zijn composities, waaronder de oecumenische St. Carthage's Mass, bereikten in 2001 de finale van de kerkmuziek-competitie van de Ierse omroep RTÉ.
In 2005 verhuisden  Fox en Van Putten naar Frankrijk. Fox overleed daar in 2010. Van Putten was gedurende enkele jaren een van de organisten van de plaatselijke R.K.parochie, totdat hij in 2015 terugkeerde naar Nederland.

## Publicaties (selectie)
- Zoveel kerken, zoveel zinnen. Een sociaalwetenschappelijke studie van verschillen in behoudendheid tussen Gereformeerden en Christelijke Gereformeerden. Proefschrift Rijksuniversiteit Leiden. Kampen, Kok, 1968. Geen ISBN
- Ontevredenheid over politiek. Openbare les, Vrije Universiteit Amsterdam. Meppel, Boom, 1971. ISBN 90-6009-358-5
- Demokratie in Nederland. Utrecht/Antwerpen, Het Spectrum, 1975. ISBN 90-274-5282-2
- Vrijheid en welzijn. Over socialisme en de toekomst van onze samenleving. Deventer, Kluwer, 1977. ISBN 90-267-0535-2
- Haagse machten. Verslag van een politicologisch onderzoek naar de totstandkoming van acht regeringsmaatregelen (red.). 's-Gravenhage, Staatsuitgeverij, 1980. ISBN 90-12-02985-6
- Politieke stromingen. Utrecht, Het Spectrum, 1985. ISBN 90-274-6277-1 Vierde herziene druk, 1995: ISBN 90-274-4428-5
- Toekomst voor de vredesbeweging. Amsterdam, Jan Mets & Amersfoort, De Horstink, 1986. ISBN 90-70509-67-9
- Democratisering in de Sovjetunie. Utrecht, Het Spectrum, 1990. ISBN 90-274-2368-7
- Politiek- een realistische visie. Utrecht, Het Spectrum, 1994. ISBN 90-274-3127-2